# Ligue des champions de l'OFC 2023
Navigation
Édition précédente Édition suivante
La Ligue des champions de l'OFC 2023 est la 22e édition de la Ligue des champions de l'OFC. Elle met aux prises les champions des différentes nations affiliées à la Confédération du football d'Océanie (OFC).

## Format
Pour sept des fédérations engagées (Fidji, îles Salomon, Nouvelle-Calédonie, Nouvelle-Zélande, Papouasie-Nouvelle-Guinée, Polynésie française et Vanuatu), un tour de barrages est organisé entre les 2 formations qualifiées à l'issue du championnat national, afin de déterminer un seul représentant qualifié pour la phase de poules. Pour les autres fédérations considérées comme en développement (îles Cook, Samoa américaines, Samoa et Tonga), une place en tour préliminaire leur est attribuée.
Le format de la compétition est le suivant :
- La phase préliminaire réunit 4 équipes des 4 fédérations considérées comme en développement (îles Cook, Samoa américaines, Samoa et Tonga) dans une poule disputée à Apia aux Samoa, où elles s'affrontent une fois[1].
- Le tour de barrages réunit 14 équipes de 7 fédérations  (Fidji, îles Salomon, Nouvelle-Calédonie, Nouvelle-Zélande, Papouasie-Nouvelle-Guinée, Polynésie française et Vanuatu) ; les 2 formations du même pays qualifiées à l'issue du championnat national s'affrontent afin de déterminer un seul représentant qualifié pour la phase de poules[2].
- La phase de poules réunit les 8 équipes qualifiées à Auckland en Nouvelle-Zélande, en deux poules de quatre où elles s'affrontent une fois.
- La phase finale débute au stade des demi-finales, qui opposent les équipes classées premières et deuxièmes de chaque groupe. Les demi-finales et la finale se jouent sur un seul match et toutes les rencontres ont lieu à Port Vila au Vanuatu.

Le vainqueur de cette compétition participe à la Coupe du monde des clubs 2023.

## Participants
Dix-huit équipes sont qualifiées pour cette édition 2023.
| Pays                                         | Club                                         | Qualification                                        |
| Tour de barrages (Qualifications nationales) | Tour de barrages (Qualifications nationales) | Tour de barrages (Qualifications nationales)         |
| -------------------------------------------- | -------------------------------------------- | ---------------------------------------------------- |
| Fidji                                        | Rewa FC                                      | Champion des Fidji 2022                              |
| Fidji                                        | Suva FC                                      | Vice-champion des Fidji 2022                         |
| Nouvelle-Calédonie                           | AS Tiga Sport                                | Champion de Nouvelle-Calédonie 2022                  |
| Nouvelle-Calédonie                           | Hienghène Sport                              | Vice-champion de Nouvelle-Calédonie 2022             |
| Nouvelle-Zélande                             | Auckland City                                | Champion de Nouvelle-Zélande 2022                    |
| Nouvelle-Zélande                             | Wellington Olympic AFC                       | Vice-champion de Nouvelle-Zélande 2022               |
| Papouasie-Nouvelle-Guinée                    | Lae City                                     | Champion de Papouasie-Nouvelle-Guinée 2022-2023      |
| Papouasie-Nouvelle-Guinée                    | Hekari United                                | Vice-champion de Papouasie-Nouvelle-Guinée 2022-2023 |
| Îles Salomon                                 | Solomon Warriors                             | Champion des Salomon 2022-2023                       |
| Îles Salomon                                 | Kossa FC                                     | Vice-champion des Salomon 2022-2023                  |
| Polynésie française                          | AS Pirae                                     | Champion de Polynésie française 2021-2022            |
| Polynésie française                          | AS Dragon                                    | Vice-champion de Polynésie française 2021-2022       |
| Vanuatu                                      | Ifira Black Bird FC                          | Champion du Vanuatu 2022                             |
| Vanuatu                                      | Sia-Raga FC                                  | Finaliste du championnat du Vanuatu 2022             |
| Phase préliminaire                           |                                              |                                                      |
| Îles Cook                                    | Tupapa Maraerenga                            | Champion des îles Cook 2022                          |
| Samoa                                        | Lupe o le Soaga                              | Troisième du Championnat des Samoa 2022              |
| Samoa américaines                            | Ilaoa and To'omata                           | Champion des Samoa américaines 2022                  |
| Tonga                                        | Veitongo FC                                  | Champion des Tonga 2022                              |

## Compétition

### Phase de qualification

#### Phase préliminaire
La phase préliminaire se joue les 18, 21 et 24 février 2023 à Apia.
| Rang | Équipe             | Pts | J | G | N | P | Bp | Bc | Diff |  | Résultats          |  |     |     |        |
| ---- | ------------------ | --- | - | - | - | - | -- | -- | ---- |  | ------------------ |  | --- | --- | ------ |
| 1    | Lupe o le Soaga    | 9   | 3 | 3 | 0 | 0 | 29 | 1  | +28  |  | Lupe o le Soaga    |  | 7-1 | 9-0 | 13-0   |
| 2    | Tupapa Maraerenga  | 6   | 3 | 2 | 0 | 1 | 10 | 7  | +3   |  | Tupapa Maraerenga  |  |     | 1-0 | 8-0    |
| 3    | Veitongo FC        | 0   | 2 | 0 | 0 | 2 | 0  | 10 | -10  |  | Veitongo FC        |  |     |     | Annulé |
| 4    | Ilaoa and To'omata | 0   | 2 | 0 | 0 | 2 | 0  | 21 | -21  |  | Ilaoa and To'omata |  |     |     |        |

Le match entre le Veitongo FC et Ilaoa and To'omata est annulé en raison des conditions météorologiques

#### Tour de barrages nationaux
Les barrages se jouent du 11 février au 18 mars 2023.
| Équipe 1               | Résultat | Équipe 2            | Aller | Retour |
| ---------------------- | -------- | ------------------- | ----- | ------ |
| Suva FC                | 3 - 2    | Rewa FC             | 1 - 1 | 2 - 1  |
| Hienghène Sport        | 1 - 5    | AS Tiga Sport       | 1 - 3 | 0 - 2  |
| Wellington Olympic AFC | 4 - 6    | Auckland City       | 1 - 1 | 3 - 5  |
| Hekari United          | 4 - 1    | Lae City            | 2 - 1 | 2 - 0  |
| Kossa FC               | 2 - 3    | Solomon Warriors    | 1 - 1 | 1 - 2  |
| AS Dragon              | 3 - 9    | AS Pirae            | 0 - 2 | 3 - 7  |
| Sia-Raga FC            | 0 - 4    | Ifira Black Bird FC | 0 - 3 | 0 - 1  |

### Phase de groupes
Le tirage au sort de la phase de groupes a lieu le 23 mars 2023 à Auckland. Il est intégral.
Les matchs se déroulent du 14 au 21 mai au Vanuatu, au Luganville Soccer City Stadium (en) de Luganville pour le groupe A et au VFF Freshwater Stadium de Port-Vila pour le groupe B.

#### Groupe A
| Rang | Équipe           | Pts | J | G | N | P | Bp | Bc | Diff |  | Résultats        |  |     |     |     |
| ---- | ---------------- | --- | - | - | - | - | -- | -- | ---- |  | ---------------- |  | --- | --- | --- |
| 1    | Auckland City    | 9   | 3 | 3 | 0 | 0 | 9  | 2  | +7   |  | Auckland City    |  | 3-1 | 3-1 | 3-0 |
| 2    | Suva FC          | 6   | 3 | 2 | 0 | 1 | 6  | 3  | +3   |  | Suva FC          |  |     | 2-0 | 3-0 |
| 3    | Solomon Warriors | 3   | 3 | 1 | 0 | 2 | 4  | 5  | -1   |  | Solomon Warriors |  |     |     | 3-0 |
| 4    | Lupe o le Soaga  | 0   | 3 | 0 | 0 | 0 | 0  | 9  | -9   |  | Lupe o le Soaga  |  |     |     |     |

Le Lupe o le Soaga, après avoir perdu 6-0 contre le Suva FC et 3-1 contre les Solomon Warriors, déclare forfait contre Auckland City. L'OFC décide de considérer l'équipe samoane comme exclue de la Ligue des champions de l'OFC 2023, annulant tous ses résultats, et donnant une victoire 3-0 aux adversaires.

#### Groupe B
| Rang | Équipe              | Pts | J | G | N | P | Bp | Bc | Diff |  | Résultats           |  |     |     |     |
| ---- | ------------------- | --- | - | - | - | - | -- | -- | ---- |  | ------------------- |  | --- | --- | --- |
| 1    | AS Pirae            | 7   | 3 | 2 | 1 | 0 | 7  | 3  | +4   |  | AS Pirae            |  | 2-2 | 2-1 | 3-0 |
| 2    | Ifira Black Bird FC | 4   | 3 | 1 | 1 | 1 | 3  | 4  | -1   |  | Ifira Black Bird FC |  |     | 0-2 | 1-0 |
| 3    | Hekari United       | 3   | 3 | 1 | 0 | 2 | 3  | 3  | 0    |  | Hekari United       |  |     |     | 0-1 |
| 4    | AS Tiga Sport       | 3   | 3 | 1 | 0 | 2 | 1  | 4  | -3   |  | AS Tiga Sport       |  |     |     |     |

### Phase finale

#### Demi-finales
| 24 mai 2023    | Auckland City     | 2 – 2 ap              | Ifira Black Bird FC | VFF Freshwater Stadium, Port-Vila |  |
| 11 h 30 UTC+11 |                   | (0 – 1, 2 – 2, 2 – 2) |                     |                                   |  |
| 11 h 30 UTC+11 | Tirs au but 5 – 4 |                       |                     |                                   |  |

| 24 mai 2023    | AS Pirae | 2 – 4 ap              | Suva FC | VFF Freshwater Stadium, Port-Vila |  |
| 15 h 00 UTC+11 |          | (0 – 1, 2 – 2, 2 – 2) |         |                                   |  |

#### Finale
| 27 mai 2023    | Auckland City                                                           | 4 – 2 ap              | Suva FC                             | VFF Freshwater Stadium, Port-Vila |                              |
| 14 h 00 UTC+11 | Angus Kilkolly 34e · Ryan De Vries 45+3e 120+4e · Cameron Howieson 109e | (2 – 0, 2 – 2, 2 – 2) | 66e Alex Saniel · 83e Marlon Tahioa | Arbitrage : David Yareboinen      | Arbitrage : David Yareboinen |